# Bamford
Bamford är en ort och civil parish i Storbritannien.   Den ligger i distriktet High Peak i grevskapet Derbyshire i England, i den södra delen av landet, 230 km nordväst om huvudstaden London. Bamford ligger 255 meter över havet och antalet invånare är 1 184.
Terrängen runt Bamford är lite kuperad. Runt Bamford är det tätbefolkat, med 530 invånare per kvadratkilometer. Närmaste större samhälle är Sheffield, 14,9 km öster om Bamford. Trakten runt Bamford består i huvudsak av gräsmarker.